# Prosotas ella
Prosotas ella is een vlinder uit de familie van de Lycaenidae. De wetenschappelijke naam van de soort is voor het eerst geldig gepubliceerd in 1930 door Toxopeus.